# Mięsień zginacz głęboki palców

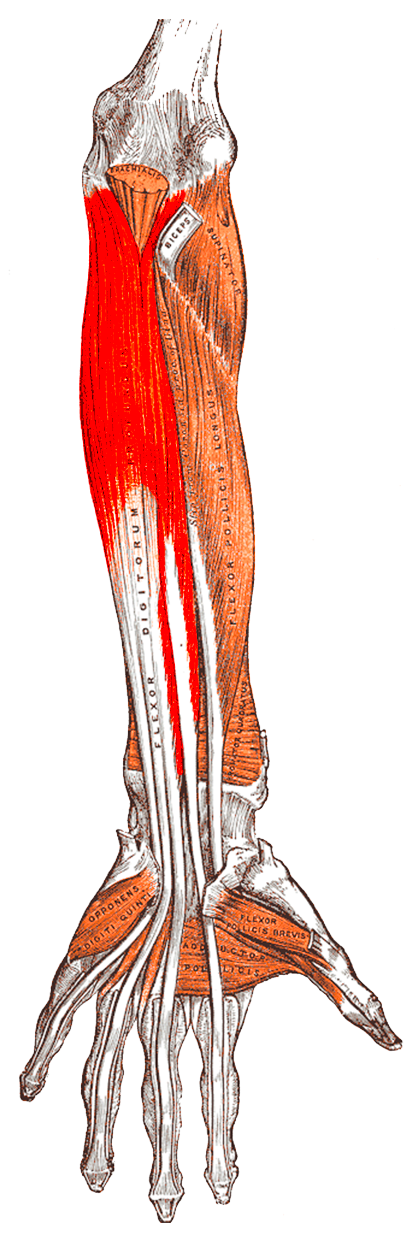
Mięsień zginacz głęboki palców oznaczony na czerwono

Mięsień zginacz głęboki palców (łac. musculus flexor digitorum profundus) – w anatomii człowieka szeroki mięsień  warstwy głębokiej grupy przedniej mięśni przedramienia. Położony jest przyśrodkowo od mięśnia zginacza długiego kciuka w trzeciej warstwie zginaczy przedramienia. Przyczep bliższy obejmuje górne 2/3 przedniej i przyśrodkowej części trzonu kości łokciowej i sąsiadujące fragmenty błony międzykostnej przedramienia. Poniżej połowy długości przedramienia brzusiec przechodzi w cztery długie, płaskie ścięgna, wnikające do kanału nadgarstka. Dalej każde ze ścięgien biegnie odpowiednio do podstaw paliczków dalszych palców II–V, po drodze, na wysokości paliczka bliższego, przebijając rozdzielone na dwie odnogi ścięgno mięśnia zginacza powierzchownego palców.
Mięsień unaczyniony jest przez gałęzie od tętnicy łokciowej i tętnicy międzykostnej przedniej, a unerwiony przez kilkukrotnie zespolone nerwy łokciowy i pośrodkowy (nerw międzykostny przedni). Unerwienie zespolone pozwala zachować częściowo funkcję po selektywnym uszkodzeniu jednego z nerwów.
Jego funkcją jest głównie zginanie wszystkich stawów palców II–V. Oprócz tego zgina rękę w stawie promieniowo-nadgarstkowym, przywodzi rękę i zbliża rozstawione palce.